# Hurt: The EP
Hurt: The EP è il primo EP pubblicato dalla cantante britannica Leona Lewis l'11 dicembre 2011. Contiene tre cover di canzoni originariamente interpretate dai Nine Inch Nails, Goo Goo Dolls e Counting Crows.
Il primo singolo estratto è la cover di Hurt, che dà il titolo all'album, ed è influenzata dalla versione di Johnny Cash. Leona Lewis eseguirà il brano Hurt al Royal Variety Performance e nelle versioni britannica e statunitense di X Factor.

## Tracce
1. Hurt – 3:41 (Trent Reznor)
2. Iris – 4:25 (John Rzeznik)
3. Colorblind – 3:21 (Adam Duritz, Charlie Gillingham)

## Classifiche
| Classifica (2011) | Posizione massima |
| ----------------- | ----------------- |
| Irlanda           | 15                |
| Regno Unito       | 8                 |

## Date di pubblicazione
| Paese       | Data             | Etichetta | Formato           |
| ----------- | ---------------- | --------- | ----------------- |
| Regno Unito | 11 dicembre 2011 | Syco      | Download digitale |
| Stati Uniti | 20 dicembre 2011 | RCA, Sony | Download digitale |